# اوزوالدو فادا
اوزوالدو فادا (پرتغالی برزیلی: Oswaldo Fadda؛ ‏ ۱ اوت ۱۹۲۰ – ۱ آوریل ۲۰۰۵) ورزشکار جوجوتسو اهل برزیل و از بنیان‌گذاران جوجیتسو برزیلی است که در زمان حیاتش به دان ۹ کمربند قرمز این رشته دست یافت. در سال ۲۰۱۴ میلادی و ۹ سال پس از مرگش، به او دان ۱۰ کمربند قرمز به صورت افتخاری اهدا شد.